# Flikka
Flikka är en ort i Flekkefjords kommun i Agder fylke i södra Norge. Orten ligger vid fylkesväg 4152, nära Europaväg 39, fylkesväg 466 och Flekkefjordsbanan, på östra sidan av sjön Loia.
Tidigare har orten tillhört dåvarande Nes kommun.